# Bezirk Ypern
Der Bezirk Ypern ist einer von acht Bezirken (Arrondissements) in der belgischen Provinz Westflandern. Er umfasst eine Fläche von 549,62 km² mit 108.129 Einwohnern (Stand: 1. Januar 2024) in acht Gemeinden.

## Gemeinden im Bezirk Ypern
| Gemeinde              | Einwohner 1. Januar 2024 | Fläche km² | Dichte Einw./km² | NIS- Code | Postleitzahl                 |
| --------------------- | ------------------------ | ---------- | ---------------- | --------- | ---------------------------- |
| Heuvelland            | 7.969                    | 94,24      | 85               | 33039     | 8950–8954, 8956, 8958        |
| Langemark-Poelkapelle | 8.100                    | 52,53      | 154              | 33040     | 8920                         |
| Mesen                 | 1.075                    | 3,58       | 300              | 33016     | 8957                         |
| Poperinge             | 19.921                   | 119,33     | 167              | 33021     | 8970, 8972, 8978             |
| Vleteren              | 3.600                    | 38,15      | 94               | 33041     | 8640                         |
| Wervik                | 19.209                   | 43,61      | 440              | 33029     | 8940                         |
| Ypern                 | 35.550                   | 130,61     | 272              | 33011     | 8900, 8902, 8904, 8906, 8908 |
| Zonnebeke             | 12.705                   | 67,57      | 188              | 33037     | 8980                         |
| Bezirk Ypern          | 108.129                  | 549,62     | 197              | 33000     | –                            |

## Geschichte
Das Gebiet des Bezirks Ypern gehörte bis zum Ende des 18. Jahrhunderts zur Grafschaft Flandern, die Teil der Österreichischen Niederlande war. Im Jahr 1790 entstanden hieraus vorübergehend die Vereinigten Belgischen Staaten. Im Ersten Koalitionskrieg wurde das Gebiet 1794 besetzt und aufgrund eines vom französischen Nationalkonvent am 1. Oktober 1795 getroffenen Beschlusses mit der Französischen Republik vereinigt. Die Verwaltung und das Gerichtswesen wurde an das noch neue französische System angepasst und Départements, Arrondissements und Kantone mit den zugehörenden Gemeinden eingerichtet. Das Arrondissement Ypern (französisch Arrondissement d´Ypres) gehöre von 1795 bis 1814 zum Département de la Lys und gliederte sich in die Kantone bzw. Friedensgerichtsbezirke Elverdinge (Elverdinghe), Hooglede (Hoogléde), Mesen (Messines), Passendale (Passchendaele), Poperinge (Poperinghe), Wervik (Wervicq) und Ypern (Ypres) (2 Kantone).